# Alvin Smith
Alvin Smith (ur. 11 lutego 1798 w Tunbridge, zm. 19 listopada 1823 w Palmyrze) – amerykański rolnik i cieśla, brat Josepha Smitha, twórcy ruchu świętych w dniach ostatnich (mormonów). Potomek emigrantów z Wysp Brytyjskich osiadłych na obszarze dzisiejszych Stanów Zjednoczonych w XVII wieku. Drugi syn Lucy Mack Smith oraz Josepha Smitha seniora, odgrywał istotną rolę w rodzinnym gospodarstwie domowym. Zmarł przedwcześnie. Wpłynął na ewolucję doktrynalną mormonizmu oraz na rozwój mormońskiego kultu świątynnego. Utrwalony w kulturze świętych w dniach ostatnich, przewija się też w zewnętrznych analizach mormońskiego kanonu.

## Życiorys

### Pochodzenie
Przodkowie Alvina ze strony ojca osiedli na obszarze dzisiejszych Stanów Zjednoczonych w pierwszej połowie XVII wieku. Pierwszy Smith, który zamieszkał na kontynencie amerykańskim, Robert, przybył do Bostonu z Anglii w 1638. Ze strony matki natomiast Alvin wywodził się ze Szkocji. Pierwszy Mack, który przybył do Ameryki Północnej, John, urodził się w Inverness. Do Salisbury w Massachusetts wyemigrował w 1669, później natomiast osiadł na stałe w Lyme w Connecticut. Jego dziadek ze strony ojca, Asael Smith, walczył w amerykańskiej wojnie o niepodległość.

### Rola w życiu rodziny
Alvin Smith urodził się w Turnbridge w hrabstwie Orange w stanie Vermont. Był drugim synem Lucy Mack i Josepha Smitha seniora oraz ich pierwszym dzieckiem, które przetrwało okres dzieciństwa. We wczesnym okresie życia wraz z rodziną często zmieniał miejsce zamieszkania. Uczęszczał do szkoły w Palmyrze.
Odgrywał istotną rolę w niezbyt stabilnym gospodarstwie domowym Smithów, wcześnie podjął pracę w zakładzie ciesielskim, pomagając w zebraniu funduszy na zakup gruntu w Farmington w hrabstwie Ontario w stanie Nowy Jork. Pracował później przy budowie domu rodzinnego w Manchesterze, również w stanie Nowy Jork, pomógł także w spłacie obciążających rodzinę długów. Ceniony w rodzinie za swe przymioty charakteru, wspierał młodszego brata we wczesnym okresie jego religijnej aktywności.

### Śmierć
Zmarł w Palmyrze na skutek powikłań podczas leczenia choroby przebiegającej z bólem brzucha, prawdopodobnie zapalenia wyrostka robaczkowego. Jego zgon przyspieszyło również przedawkowanie kalomelu. Na łożu śmierci prosił brata, by ten uczynił wszystko, co w jego mocy, by otrzymać płyty, które, wedle wierzeń świętych w dniach ostatnich, stały się później podstawą Księgi Mormona.
Zakończył życie bez otrzymania chrztu. Był zaręczony z nieznaną z imienia i nazwiska kobietą. Jego narzeczona najprawdopodobniej nigdy nie wyszła za mąż. Twierdziła, że nigdy nie znajdzie mężczyzny, który zdołałby dorównać Alvinowi.

### Pochówek
Alvina pochowano na Jonathan Swift Memorial Cemetery w Palmyrze. Pogrzeb, odprawiony przez prezbiteriańskiego pastora Benjamina Stocktona, odbył się w Western Presbyterian Church w Palmyrze. Uroczystość zgromadziła znaczną grupę ludzi z okolicznych miejscowości. Żałobnicy wyrażali swoje kondolencje, łącząc się w żalu z rodziną, co potwierdziła w swojej relacji Lucy Smith. Reakcja pastora wszelako była zgoła odmienna.
Jeden z braci zmarłego, William Smith, wspomniał, że duchowny w wygłoszonym podczas niego kazaniu wyraźnie zasugerował, jakoby niebędący członkiem żadnego Kościoła Alvin znalazł się w piekle. Joseph Smith senior zareagował na tę wypowiedź wyraźnie negatywnie. Reakcja Josepha Smitha jest trudna do jednoznacznego ustalenia. Wiadomo jednak, że krótko po śmierci brata przestał uczęszczać do któregokolwiek z okolicznych zborów czy kościołów. Tragedia Smithów stała się dodatkowo pożywką dla plotek rozsiewanych przez niechętne rodzinie otoczenie. Jedna z nich głosiła, że ciało Alvina zostało ekshumowane i poddane sekcji zwłok. Praktyki te uznawane były w ówczesnych Stanach Zjednoczonych za haniebne i samo posądzenie o nie odbierano jako skazę na honorze rodziny. Pragnąc uciszyć tego typu pogłoski, Smithowie wykupili ogłoszenie na łamach pisma "Wayne Sentinel". W materiale opublikowanym 25 września 1824oświadczyli, że Joseph Smith senior wraz z kilkoma sąsiadami odwiedził grób Alvina i potwierdził, że zwłoki pozostają nienaruszone w mogile.

### Miejsce w rodzinnej pamięci
Rodzina przechowywała Smitha w bardzo wyrazistych wspomnieniach. Pod koniec 1825, zatem około dwóch lat po śmierci Alvina, Joseph wyznał rodzicom, że zamierza się ożenić nawiązując do samotności odczuwanej po zgonie brata. Również jego pierwszy syn, urodzony i zmarły 15 czerwca 1828, został nazwany najprawdopodobniej na pamiątkę Alvina.
Jednakże imię pierwszego syna Josepha i Emmy nie ze wszystkich źródeł wynika jednoznacznie i jasno. Na nagrobku dziecka w Harmony znajduje się inskrypcja Pamięci niemowlęcia, syna Josepha i Emmy Smith 15 czerwca 1828. Jeden z krewnych zapisał niemowlę w rodzinnej Biblii, używając dla jego oznaczenia imię Alvin. Emma Smith potwierdziła wszak później, że dziecko nigdy w istocie nie zostało nazwane.
Joseph Smith senior z chwilowo wyostrzonym słuchem i wzrokiem w ostatnich momentach przed śmiercią stwierdził, że widzi Alvina. Don Alvin Smith, jeden z wnuków Josepha Smitha oraz jedno z dziewięciorga dzieci Alexandra Hale Smitha, został nazwany również na pamiątkę Alvina.
Należąca do Josepha Smitha kopia Manuscript History of the Church na swej okładce miała odręcznie zapisaną adnotację Pamięci Alvina Smitha. Zmarł 19 listopada, w dwudziestym piątym roku swego życia, roku 1823.

### Rola w ewolucji doktrynalnej mormonizmu
Mimo że jego przedwczesna śmierć nastąpiła przed formalnym zorganizowaniem kościoła, Alvin Smith jest postacią kluczową w zrozumieniu niektórych aspektów mormońskiej teologii, w tym nauki o trzech królestwach chwały. Joseph Smith miał go ujrzeć w wizji otrzymanej 21 stycznia 1836 podczas odprawiania rytuałów przygotowawczych do poświęcenia świątyni w Kirtland. Wizja ta ukazywała Alvina w królestwie celestialnym, wraz z wciąż wówczas żyjącymi rodzicami. Alvin przebywał w królestwie celestialnym mimo tego, że zmarł przed przywróceniem kapłaństwa oraz bez otrzymania ważnego chrztu. Zapis tej teofanii nie uzyskał natychmiastowej akceptacji jako część mormońskiego kanonu. Włączono go doń dopiero podczas Konferencji Generalnej z kwietnia 1976, wówczas jako dodatek do Perły Wielkiej Wartości. Od 1981 stanowi część Nauk i Przymierzy, jako ich przedostatni, 137. rozdział.
Wspomniana wizja była pierwszą doktrynalną wskazówką co do tego, że istnieje możliwość, by ci, którzy zmarli bez możliwości usłyszenia i zaakceptowania Ewangelii, mogli to uczynić w świecie duchów. W ten sposób Alvin wywarł wpływ również na kult świątynny oraz na wprowadzony w 1840 obrzęd chrztu za zmarłych. Jest zresztą wysoce prawdopodobne, że Alvin nie tylko odegrał rolę we wprowadzeniu tej ceremonii, ale że był również jednym z pierwszych ochrzczonych w ten właśnie sposób. 13 i 14 września 1840 Joseph Smith poinformował bowiem swego leżącego na łożu śmierci ojca, że święci mogą być teraz chrzczeni za zmarłych. Umierający Joseph Smith senior zażądał, by Alvin został natychmiastowo ochrzczony. Nie istnieją dokładne zapisy źródłowe przekazujące precyzyjną datę obrzędu, niemniej jeśli założy się, że życzenie umierającego ojca zostało natychmiastowo spełnione, w grę wchodzi połowa września 1840. Alvin został ochrzczony raz jeszcze, tym razem w 1841, prawdopodobnie już po ukończeniu i poświęceniu chrzcielnicy świątyni w Nauvoo. W obu przypadkach osobą chrzczoną w zastępstwie był Hyrum Smith.

### Obecność w mormońskiej kulturze
Utrwalony w mormońskiej kulturze popularnej. W obrazie Joseph Smith: Prophet of the Restoration (2005) w rolę Alvina Smitha wcielił się David Nibley. Imię Alvin pojawia się w zestawieniach popularnych wśród świętych w dniach ostatnich imion męskich. Cykl utworów fantasy pióra Orsona Scotta Carda Opowieści o Alvinie Stwórcy zdradza dostrzegalne inspiracje historią ruchu świętych w dniach ostatnich, w tym postacią Alvina Smitha. W utworach tych pojawia się też Kryształowe Miasto, nawiązujące do wizji Josepha Smitha z 1836, w której miał on ujrzeć Alvina.

### Rola Alvina w zewnętrznej analizie mormońskiego kanonu
Alvin przewija się również w zewnętrznych analizach mormońskiego kanonu. Dopatrywano się choćby śladów obecności Alvina na kartach Księgi Mormona. Próbowano przy tym z perspektywy niezwiązanych z mormonizmem dociekań badawczych usytuować ją w ramach psychobiografii Josepha Smitha. W podobny sposób usiłowano połączyć datę śmierci Alvina z wewnętrzną chronologią mormońskiej świętej księgi.
Inni trop związany z umieszczeniem Alvina w Księdze Mormona posuwają znacznie dalej. Widzą w nim mianowicie pierwowzór brata Jereda, głównej postaci Księgi Etera. Początkową przywódczą rolę brata Jereda w jeredyckiej migracji na starożytny kontynent amerykański zestawia się tutaj z pierworodnym statusem Alvina w rodzinie Smithów. Późniejsze przejęcie jeredyckiego tronu przez Orihaha, najmłodszego syna Jereda, miałoby w tym ujęciu symbolizować przejęcie przywództwa rodziny przez Josepha Smitha.
Dostrzegano w okolicznościach śmierci Alvina paralele do historii otrucia Lehontiego zapisanej w czterdziestym siódmym rozdziale Księgi Almy. 
Wydarzenia, które zgodnie z mormońską doktryną doprowadziły do pozyskania i przetłumaczenia tekstu źródłowego Księgi Mormona, również bywały wyjaśniane poprzez nawiązana do Alvina. Coroczne wizyty Josepha Smitha na wzgórzu Kumorah (1823-1827) widziano jako próbę radzenia sobie z podświadomym poczuciem winy za śmierć brata. Dalsze spekulacje łączące Alvina z tekstem Księgi Mormona obejmują chociażby rzekomy związek jego imienia z imieniem Nefiego, pierwszego nefickiego króla.